# Râul Stăneasca
Râul Stăneasca este un afluent al râului Olt. 